# Шлехтзарт
Шлехтзарт (нем. Schlechtsart) — община в Германии, в земле Тюрингия. 
Входит в состав района Хильдбургхаузен. Подчиняется управлению Хельдбургер Унтерланд.  Население составляет 168 человек (на 31 декабря 2010 года). Занимает площадь 4,57 км².